# Кер'єнґ
«Кер'єнг» (люксемб. UN Käerjéng 97) — люксембурзький футбольний клуб із Башаража, що виник 1997 року внаслідок злиття СО «Башараж» та «Женесс» (Ошараж). Виступає у найвищому дивізіоні Люксембургу.

## Досягнення
Кубок Люксембургу
- Володар кубка (1): 1970-71 (як «Женесс» Ошараж)